# Hāshemābād-e Solţānī
Hāshemābād-e Solţānī (persiska: هاشم آباد سلطانی) är en ort i Iran.   Den ligger i provinsen Khorasan, i den nordöstra delen av landet, 700 km öster om huvudstaden Teheran. Hāshemābād-e Solţānī ligger 1 137 meter över havet och antalet invånare är 107.
Terrängen runt Hāshemābād-e Solţānī är platt. Runt Hāshemābād-e Solţānī är det ganska tätbefolkat, med 56 invånare per kvadratkilometer. Närmaste större samhälle är Nīshābūr, 9,7 km norr om Hāshemābād-e Solţānī. Omgivningarna runt Hāshemābād-e Solţānī är i huvudsak ett öppet busklandskap.